# Aliteracija
Aliteracija (lat. ad = na, k, prema; littera = slovo) glasovna je figura koja nastaje ponavljanjem istih ili zvukovno sličnih suglasnika ili suglasničkih skupina radi postizanja zvukovnog ugođaja, ritma ili glasovnih efekata.

## Primjeri aliteracija
- Zuji, zveči, zvoni, zvuči (Petar Preradović, „Jezik roda moga”)

- I cvrči, cvrči cvrčak na čvoru crne smrče (Vladimir Nazor, „Cvrčak”)

Aliteracije mogu biti i fraze na kojima se lomi jezik ("jezikolomci"):
- Riba ribi grize rep.
- Navrh brda vrba mrda.
- Petar Petru plete petlju.
- Igla igra igru igle.
- Pop kopa prokop, kroz prokop kopa pop.